# Incisura rosea
Incisura rosea is een slakkensoort uit de familie van de Scissurellidae. De wetenschappelijke naam van de soort is voor het eerst geldig gepubliceerd in 1904 door Hedley.